# یوسوکه هارادا
یوسوکه هارادا (ژاپنی: 原田 祐輔؛ زادهٔ ۱۷ مهٔ ۱۹۹۱) یک بازیکن فوتبال اهل ژاپن است.
از باشگاه‌هایی که در آن بازی کرده‌است می‌توان به باشگاه فوتبال گیفو اشاره کرد.